# COVID-19 в Аргентине
Пандемия COVID-19 распространилась на Аргентину 3 марта 2020 года.
7 марта Министерство здравоохранения подтвердило первую смерть 64-летнего мужчины, который приехал из Парижа, Франция, и у которого также были другие заболевания. Этот случай был подтверждён как положительный анализ на вирус только после смерти пациента, что ознаменовало первую задокументированную смерть от вируса в Латинской Америке.
По состоянию на 2 января 2021 года в стране за всё время пандемии подверглось заражению 1 634 817 человек, из них умерло 43 375 человек. Начиная с 29 декабря 2020 года в стране начата кампания по вакцинации населения.

## Временная шкала
3 марта: в Буэнос-Айресе был подтверждён первый случай заболевания COVID-19. Пациентом является 43-летний мужчина, прибывший 1 марта из Милана, Италия.
7 марта: Министерство здравоохранения подтвердило первую смерть от коронавируса в стране 64-летнего мужчины, который приехал в Париж и у которого также были другие заболевания; это первая смерть в Латинской Америке. Человек не был среди восьми уже диагностированных с болезнью и был диагностирован посмертно.
12 марта: было подтверждено 10 новых случаев заболевания (три из которых связаны с местной передачей) в Буэнос-Айресе и провинциях Буэнос-Айрес, Чако и Кордова, в результате чего общее число случаев заболевания достигло 31. В Чако подтверждена первая нативная передача инфекции.
Первый пациент с вирусом в стране был выписан и покинул больницу в Буэнос-Айресе на следующий день.
19 марта: Министерство здравоохранения подтвердило 31 новых случаев в городе Буэнос-Айрес (8), Буэнос-Айрес (15), Кордоба (3), Чако (2), Тукуман (1), Санта Фе (1) и Рио-Негро (1), доведя их общее количество до 128.
Ночью президент Альберто Фернандес объявил об обязательном карантине, который будет действовать с полуночи 20 марта до 31 марта.
В провинции Санта-Фе Пять заключенных погибли во время беспорядков в двух тюрьмах на фоне напряженности вокруг коронавируса.
июнь
Евангелическая церковь в Аргентине открылась, в Сан-Лоренсо, под видом бара после пандемии коронавируса в стране. Это было сделано в знак протеста против ограничения на религиозные собрания, которое остается в силе, несмотря на постепенное открытие других мероприятий.
декабрь 2020 — январь 2021 года
По состоянию на 2 января 2021 года в Аргентине насчитывалось 144 367 заражённых COVID19. Всего за время пандемии подверглось заражению COVID19 1 634 817 человек. Из них погибло 43 375 человек. Выздоровело 1 447 075 человек. Уровень смертности составлял 2,65 %. Начиная с 29 декабря 2020 года в стране начата кампания по вакцинации населения российской вакциной от коронавируса Sputnik V, разрешение на экстренное использование которого было выдано 23 декабря 2020 года.